# Dick Lochte
Pour les articles homonymes, voir Lochte.
Dick Lochte, nom de plume de Richard Samuel Lochte né le 19 octobre 1944 à La Nouvelle-Orléans, en Louisiane, aux États-Unis, est un écrivain américain, auteur de roman policier.

## Biographie
Il fait des études à l'université Tulane, où il obtient un diplôme de Lettres. Il travaille de 1966 à 1970 pour Playboy Enterprises, avant de devenir écrivain et critique de cinéma pour le Los Angeles Free Press de 1971 à 1974, puis critique littéraire pour le Los Angeles Times de 1974 à 1985 et critique de théâtre pour le Los Angeles Magazine de 1975 à 1985.
En 1971, il publie son premier roman, Death Mask. En 1985, il débute en littérature policière avec Coup de chien (Sleeping Dog) qui, selon Claude Mesplède, est « un excellent ouvrage très différent de la production courante par son humour, sa construction à deux voix et ses personnages ». Il y crée les personnages de Serendipity Dahlquist, une gamine espiègle de quatorze ans et de Leo Bloodworth, un coriace détective privé surnommé « Le Limier ». On les retrouve tous deux en 1988 dans Temps de chien (Laughing Dog), un roman qui « malgré ses qualités [...] reste très inférieur au précédent ». Les deux protagonistes y rencontrent Terry Manion, héros d'une autre série débutant en 1992 avec Blue Bayou (Blue Bayou).

## Œuvre

### Romans

#### SérieLeo Bloodworth et Serendipity Dahlquist
- Sleeping Dog (1985) Publié en français sous le titre Coup de chien, Paris, Presses de la Cité (1987)  (ISBN 2-258-02017-4) ; réédition, Paris, Pocket, coll. « Presses-Pocket » no 3123 (1989)  (ISBN 2-266-02287-3)
- Laughing Dog (1988) Publié en français sous le titre Temps de chien, Paris, Presses de la Cité (1989)  (ISBN 2-258-02522-2) ; réédition, Paris, Pocket, coll. « Presses-Pocket » no 4095 (1992)  (ISBN 2-266-05071-0)
- Rappin' Dog (2014)
- Diamond Dog (2014)

#### SérieTerry Manion
- Blue Bayou (1992) Publié en français sous le titre Blue Bayou, Paris, Métailié, coll. « Americas » (2004)  (ISBN 2-86424-492-6)
- The Neon Smile (1995)

#### SérieLos Angeles Legal Thriller Quartet(coécrite avec Christopher Darden)
- The Trials of Nikki Hill (1999)
- L.A. Justice (2001)
- The Last Defense (2002)
- Lawless (2004)

#### SérieDave "Mace" Mason
- In the City of Angels (2001)
- Blues in the Night (2012)

#### SérieBilly Blessing(coécrite avec Al Roker)
- The Morning Show Murders (2009)
- The Midnight Show Murders (2010)
- The Talk Show Murders (2011)

#### Autres romans
- Death Mask (1971)
- Croaked! (2007)

### Recueil de nouvelles
- Lucky Dog, and Other Tales of Murder (2000)

### Nouvelles

#### SérieLeo Bloodworth et Serendipity Dahlquist
- Lucky Dog (1992)
- Mad Dog (1993)
- A Tough Case to Figure (1997), le personnage de Terry Manion fait une apparition dans cette nouvelle
- Rappin' Dog (1999), ultérieurement développé sous forme de roman
- Diamond Dog (2005), ultérieurement développé sous forme de roman
- Devil Dog (2007)

#### SérieTerry Manion
- Get the Message (1998)

#### SérieJ. J. Legendre
- Murder at the Mardi Gras (2000)
- A Murder of Import (2000)

#### Autres nouvelles
- Medford & Son (1972) Publié en français sous le titre Medford & Fils, Paris, Éditions OPTA, Mystère magazine no 302 (avril 1973)
- Sad-Eyed Blonde (1988) Publié en français sous le titre La Blonde aux yeux tristes, dans le recueil Le Retour de Philip Marlowe, Paris, Presses de la Cité (1990)  (ISBN 2-258-03008-0)
- Vampire Dreams (1992)
- Catnip (2002)
- Low Tide (2003)
- The Death of Big Daddy (2006)
- The Movie Game (2010)

## Prix et distinctions
- Prix Nero 1985 pour Coup de chien (Sleeping Dog)

## Sources
: document utilisé comme source pour la rédaction de cet article.
- Claude Mesplède (dir.), Dictionnaire des littératures policières, vol. 2 : J - Z, Nantes, Joseph K, coll. « Temps noir », 2007, 1086 p. (ISBN 978-2-910-68645-1, OCLC 315873361), p. 216-217.